# Суд Парижа (вино)
Суд Парижа або Паризька дегустація вин 1976 року — змагання вин виноробних господарств Бордо та Каліфорнії. Організоване 24 травня 1976 року Стівеном Спарієром (англ. Steven Spurrier), британським виним експертом та торговцем. Під час замагання було проведено дві сліпі дегустації вина: перша білого вина із винограду Шардоне, друга червоного вина із винограду Каберне Совіньйон. Порівнювались лише вина виготовлені із сортів Шардоне та Каберне Совіньйон у регіоні Бордо та Каліфорнії.
Результатом стала перемога вин із Каліфорнії у обох номінаціях, що викликало неабияке здивування Франції, яка вважалась одним із найкращих світових виробників вин. Спарієр вважав, що каліфорнійські вина програють змагання.

## Вина

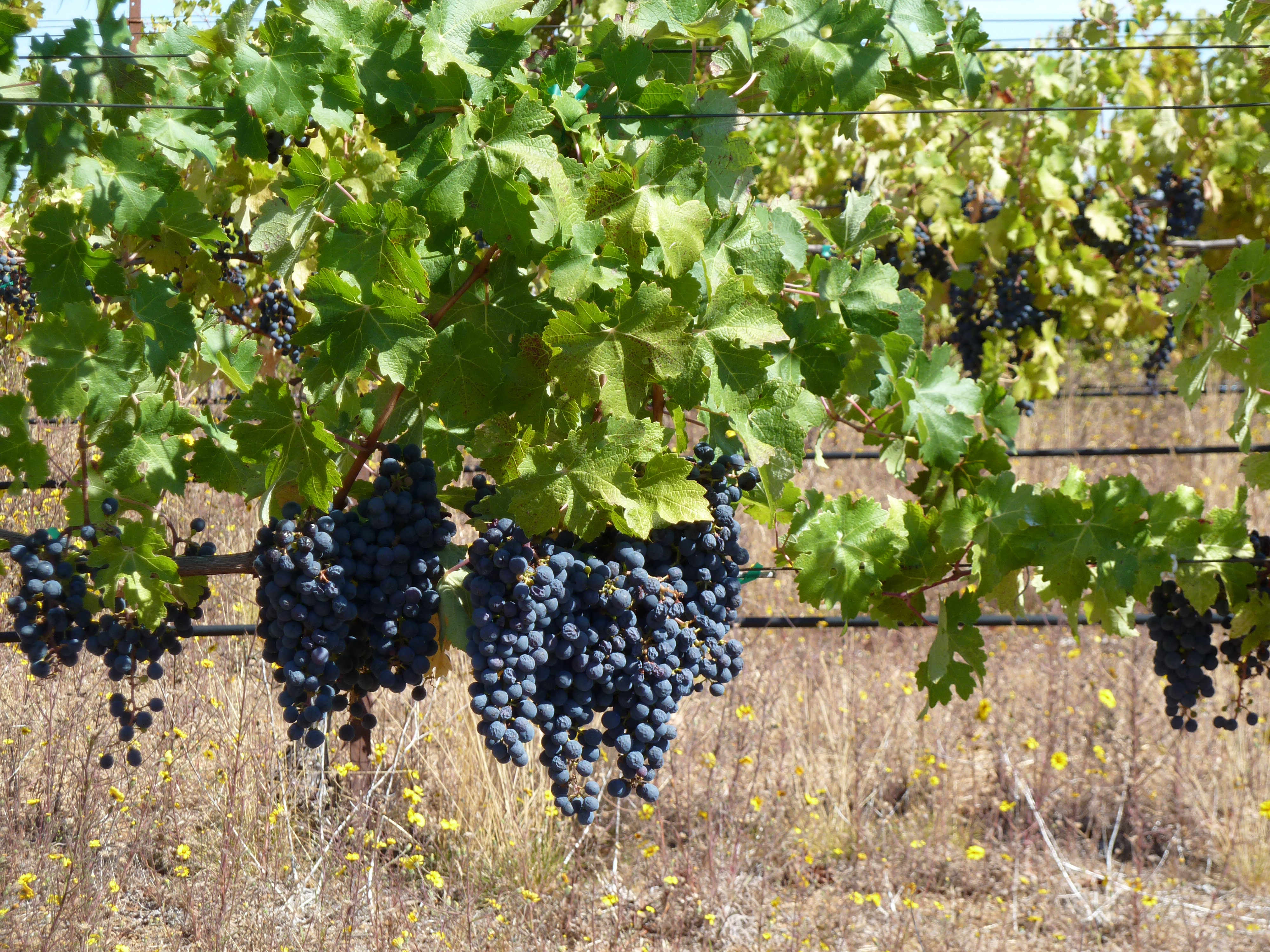
Виноград Каберне Совіньйон господарства Ridge's Monte Bello.

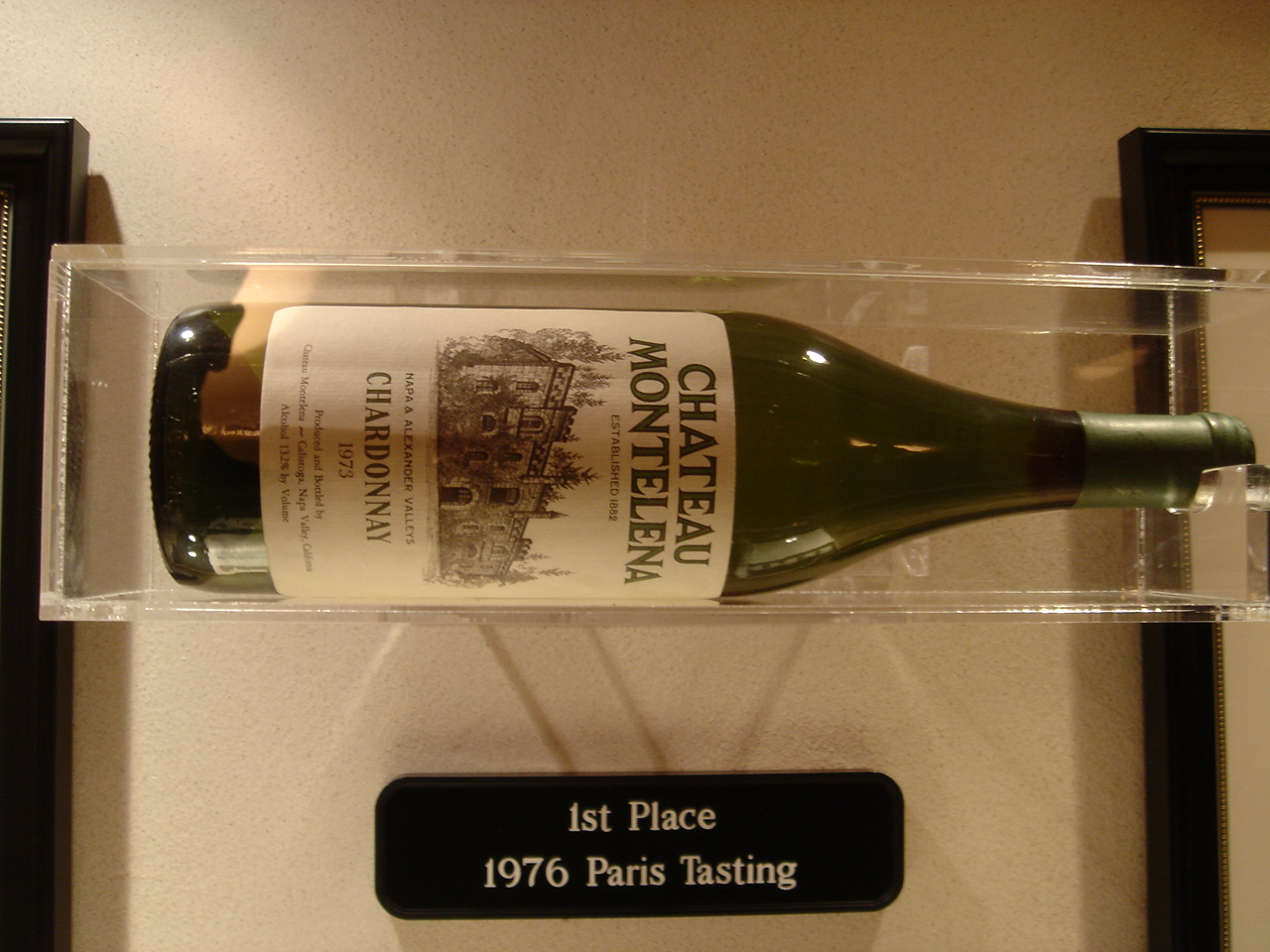
Пляшка вина шардоне Chateau Montelena 1973 року, що стала переможцем змагання серед білих вин.

Червоні вина
| Каліфорнійські з Каберне Совіньйон   | Вінтаж |  | Бордо                      | Вінтаж |
| ------------------------------------ | ------ |  | -------------------------- | ------ |
| Stag's Leap Wine Cellars             | 1973   |  | Château Mouton-Rothschild  | 1970   |
| Ridge Vineyards Monte Bello          | 1971   |  | Château Montrose           | 1970   |
| Heitz Wine Cellars Martha's Vineyard | 1970   |  | Château Haut-Brion         | 1970   |
| Clos Du Val Winery                   | 1972   |  | Château Leoville Las Cases | 1971   |
| Mayacamas Vineyards                  | 1971   |  |                            |        |
| Freemark Abbey Winery                | 1969   |  |                            |        |

Білі вина
| Каліфорнійські з Шардоне | Вінтаж |  | Бургундські                                      | Вінтаж |
| ------------------------ | ------ |  | ------------------------------------------------ | ------ |
| Chateau Montelena        | 1973   |  | Meursault Charmes Roulot                         | 1973   |
| Chalone Vineyard         | 1974   |  | Beaune Clos des Mouches Joseph Drouhin           | 1973   |
| Spring Mountain Vineyard | 1973   |  | Batard-Montrachet Ramonet-Prudhon                | 1973   |
| Freemark Abbey Winery    | 1972   |  | Puligny-Montrachet Les Pucelles Domaine Leflaive | 1972   |
| Veedercrest Vineyards    | 1972   |  |                                                  |        |
| David Bruce Winery       | 1973   |  |                                                  |        |

## Судді
Змагання судили одинадцять судей:

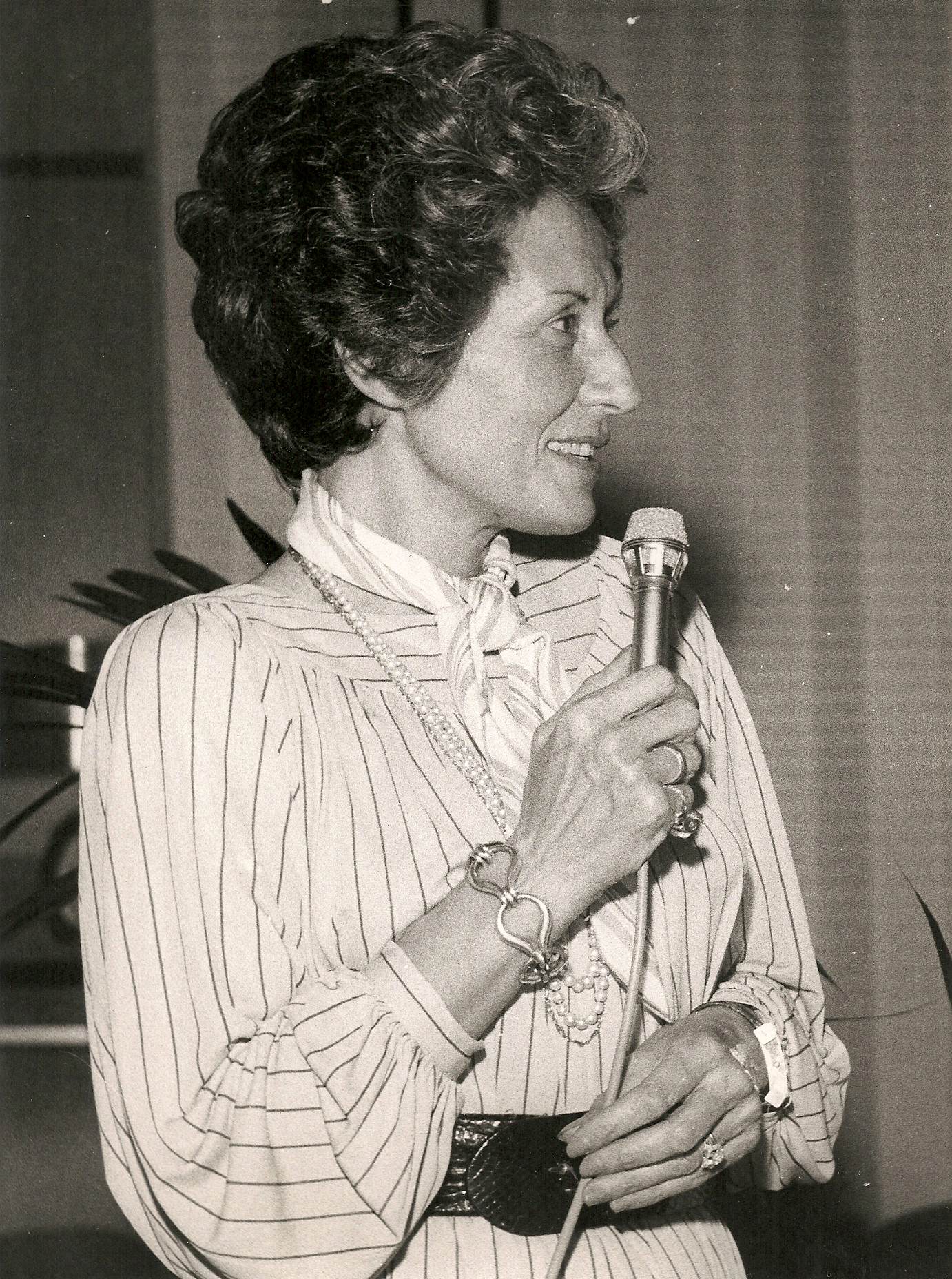
Коли було оприлюднено результати французька суддя Одетт Кан відкликала назад свій голос, а потім розкритикувала Паризьку дегустацію.

- П'єр Брежу (фр. Pierre Brejoux) (Франція), Національний інститут походження та якості;
- Крістіан Ванек (фр. Christian Vanneque) (Франція), сомельє з «Tour D'Argent»;
- Обер де Віллен (фр. Aubert de Villaine) (Франція), Domaine de la Romanée-Conti;
- Жан-Клод Вріна (фр. Jean-Claude Vrinat) (Франція), ресторан «Taillevent»;
- Патрісія Галахер (англ. Patricia Gallagher) (США) Academie du Vin;
- Мішель Доваз (фр. Michel Dovaz) (Франція), Французький інститут вин;
- Клод Дюбуа-Мійо (фр. Claude Dubois-Millot) (Франція), замінив Крістіана Мійо (фр. Christian Millau);
- Одетт Кан (фр. Odette Kahn) (Франція), редактор La Revue du vin de France;
- Раймон Олівер (фр. Raymond Oliver) (Франція), ресторан «Le Grand Véfour»;
- Стівен Спарієр (англ. Steven Spurrier) (Британія);
- П'єр Тарі (фр. Pierre Tari) (Франція), Chateau Giscours;